# Ливинский, Павел Анатольевич
Павел Анатольевич Ливинский (род. 19 февраля 1980, Челябинск, Челябинская область, РСФСР, СССР) – российский управленец и государственный деятель.  Директор Департамента энергетики Аппарата Правительства Российской Федерации с 15 января 2021 года. Председатель правления и генеральный директор ПАО «Россети» с 11 сентября 2017 года по 14 января 2021 года.
С февраля 2018 года — член совета директоров Россетей. Возглавляет советы директоров компаний «МОЭСК» и «Ленэнерго». Также входит в советы директоров ФСК ЕЭС, АО «СО ЕЭС» и «Русгидро» . Член президиума Российского национального комитета Мирового энергетического совета и наблюдательного совета Научно-технического совета Единой энергетической системы.
Ранее занимал пост руководителя Департамента топливно-энергетического хозяйства города Москвы (2013-2017) и Департамента жилищно-коммунального хозяйства города Москвы (2017).
В октябре 2017 года вошел в число наставников всероссийского кадрового конкурса «Лидеры России».
В августе 2018 года журнал Forbes включил Ливинского в список 100 самых влиятельных россиян.

## Ранние годы
Родился 19 февраля 1980 года в Челябинске в семье энергетика Анатолия Ливинского.
В 1997 году Павел Ливинский вместе с родителями и сестрой переехал в Москву. В том же году поступил на экономический факультет МГУ имени М. В. Ломоносова.
В 2001 году окончил обучение по специальности «Экономика», после чего поступил в магистратуру на направление «Менеджмент». В 2003 году получил диплом с золотой медалью.

## В частной энергетике
Во время обучения в МГУ подрабатывал в организациях «Центр по эффективному использованию энергии» и «Энергомашэкспорт».
В 2003-2005 годах — глава управления по работе с крупными потребителями, затем начальник управления по транспортно-экономической политике ОАО «Энергосбытовая компания "Восток"».
В 2005-2006 годах работал в ОАО «Энергокомпания "Сургутэнергогаз"» в городе Сургут Ханты-Мансийского автономного округа.
В 2006 году вернулся в столицу. В 2006-2008 годах — заместитель генерального директора по развитию и реализации услуг ОАО «Московская городская электросетевая компания» (МГЭсК). В 2008 году предприятие было присоединено к ОАО «Московская объединённая электросетевая компания» (МОЭСК), где Ливинский в 2008-2009 годах был заместителем генерального директора по работе с клиентами и технологическими присоединениями. В 2010-2012 годах также занимал должность генерального директора и председателя совета директоров ОАО «Специализированное проектно-конструкторское бюро по ремонту и реконструкции» (ОАО «СПКБРР»).

## В правительстве Москвы
С июля 2011 год по январь 2013 года — генеральный директор «Объединенной энергетической компании», принадлежащей правительству Москвы. Под его руководством компания сконцентрировалась на строительстве сетевой инфраструктуры, модернизации энергосетей и прокладке в дома вторых вводов для резервной подачи электричества. За два года были построены подстанции «Магистральная», «Абрамово», «Герцево» и «Мневники». Подстанция «Магистральная» была введена в строй специально для энергоснабжения делового центра «Москва-Сити».
С 22 января 2013 года по 7 марта 2017 года —  руководитель Департамента топливно-энергетического хозяйства (ТЭХ) города Москвы. На этой должности он сменил Евгения Склярова, занимавшего пост с 2006 года.
В первые годы работы в мэрии Москвы Ливинский продолжил политику предшественника по освещению дворов, территорий школ и парков. Если в 2012 году в столице было освещено 6526 территории, то к 2017 году – больше 16000. На реализацию программы было выделено не менее 7,5 млрд. руб.  
Во время работы Ливинского департаментом проводилась замена осветительных приборов в центре города. В районах исторической застройки центра Москвы устанавливались копии московских газовых фонарей XIX века. В новых светильниках использовались энергосберегающие светодиодные и металлогалогенные лампы.
В 2015-2017 году в рамках программы благоустройства «Моя улица» продвигал проект «Чистое небо», предусматривающий перенос линий электроснабжения и связи из воздушного пространства в подземную кабельную канализацию. За два года было снято 386 км незаконных надземных линий и смонтировано около 500 км коммуникаций. Опрошенные «Ведомостями» эксперты отмечали, что большая часть воздушных линий в Москве проложена легально, и дальнейшее развитие проекта невозможно, если не будет выработана процедура компенсаций за перенос сетей под землю.
Ливинский выступал за уменьшение количества формальных процедур для клиентов московской энергосистемы. Так, срок подключения к энергосетям для потребителей до 150 кВ к 2015 году сократился со 180 до 90 дней.
В 2015 г. 35-летний Павел Ливинский вошел в пятерку самых молодых чиновников мэрии Москвы.
Когда в марте 2017 года департамент топливно-энергетического хозяйства был объединен с департаментом жилищно-коммунального хозяйства, Павла Ливинского назначили руководителем объединенного ведомства.
9 сентября 2017 года покинул правительство Москвы в связи с переходом на должность генерального директора ПАО «Россети».

## Россети
С 11 сентября 2017 года — глава компании «Российские сети». Ранее этот пост занимал Олег Бударгин. О назначении сообщил премьер-министр России Дмитрий Медведев в августе 2017 года. При назначении Павла Ливинского Медведев обратил внимание на его опыт в сфере энергетики. По данным источников РБК, среди прочих фигуру Ливинского рекомендовал мэр Москвы Сергей Собянин.
17 октября 2017 года Павел Ливинский на встрече с президентом России Владимиром Путиным обозначил свои приоритеты в качестве руководителя «Россетей»: инновационное развитие, сокращение издержек, предсказуемая тарифная политика, бесперебойное энергоснабжение.

### Цифровизация
Павел Ливинский продвигает идею развития цифровой сетевой инфраструктуры как части стратегии по сокращению издержек компании. На полный переход активов компании на технологию цифровой электрической сети к 2030 году планируется выделить более триллиона рублей.  В сентябре 2018 года Ливинский подчеркнул, что программа цифровизации окупается, и дополнительных бюджетных вливаний для ее реализации не потребуется.
По мнению гендиректора «Россетей», «традиционное оборудование не обеспечивает высокую степень защиты от негативных погодных условий и вмешательства сторонних лиц, а следовательно, остаются высокие риски и аварийности, и коммерческих потерь; такое оборудование требует высоких эксплуатационных затрат». В результате модернизации компания сможет дистанционно управлять сетью и отслеживать состояние электрооборудования онлайн, получать данные о потреблении электроэнергии без участия потребителей и проверки счетчиков, оборудование будет осуществлять самодиагностику без выезда сотрудников.
Элементы цифровой сети уже действуют на подстанциях в Московском энергетическом кольце. 22 декабря 2017 года в Красноярском крае была запущена первая в России цифровая подстанция. В Калининградской области введен в эксплуатацию «Цифровой РЭС», а также создан Центр управления сетями и малой генерацией. На март 2018 года область была на 80% оснащена приборами «умного учета».
В мае на Петербургском международном экономическом форуме «Россети» подписали с «Ростехом» соглашение о стратегическом партнерстве, предусматривающее совместные проекты в области построения систем интеллектуального учета, обеспечения информационной безопасности сетей, развития телекоммуникаций и реализации проектов  «Цифровая подстанция» и «Цифровые активно-адаптивные сети».
4 июня 2018 года вместе с мэром Москвы Сергеем Собяниным Павел Ливинский открыл первую в столице цифровую подстанцию «Медведевская». Подстанция мощностью 160 МВА полностью укомплектована оборудованием российского производства и средствами онлайн-мониторинга и дистанционного управления.
В июне 2018 года Ливинский анонсировал экспериментальный этап внедрения цифровых сетей в Дагестане, который являлся рекордсменом среди российских регионов по потерям в энергосетях (37%). С 20 июля по 20 августа 2018 г. более 2,5 тыс. энергетиков со всей России отрабатывали взаимодействие по восстановлению электросетей в сложных погодных условиях, используя более 870 единиц техники. За месяц учений была обновлена сетевая инфраструктура нескольких районов республики: установлено более 20 тыс. «умных» приборов учета, заменено 8 тыс. опор ЛЭП, модернизировано 600 км. воздушных линий электропередачи, налажена работа около 400 трансформаторных подстанций. Инженеры выполнили 10-летний объем инвестиционной программы местного филиала.
24 августа 2018 года в Калининградской области была введена в строй полностью автоматизированная энергоподстанция «Морская», снабжающая электроэнергией Светлый, Янтарный и Приморск..

### Дивидендная политика
17 октября 2017 года Павел Ливинский выступил на семинаре ФАС в Ялте с инициативой об освобождении «Россетей» от выплаты дивидендов. По мнению Ливинского, это позволило бы избежать роста тарифа для потребителей и высвободить ресурсы для инвестиционной программы. После заявления акции компании упали на 4,65% на Московской бирже. Исполнительный директор Ассоциации профессиональных инвесторов Александр Шевчук раскритиковал заявление Ливинского, подчеркнув, что выплата дивидендов инфраструктурными компаниями — общемировая практика и «единственно правильный механизм мотивации и баланса эффективности, целесообразности и надежности услуг». В результате руководство компании решило отложить реформу бизнес-модели. Позже Ливинский пояснил, что речь шла не о полном отказе от выплат, а о поиске нетарифных источников, с которых могли бы выплачиваться дивиденды.
За год с момента вступления Ливинского в должность финансовые показатели «Россетей» улучшились. Если первое полугодие 2017 г. компания завершила с убытком в 22 млрд. рублей, то в первом полугодии 2018 г. чистая прибыль составила 42,3 млрд. рублей. Расходы компании уменьшились с 62,6 млрд рублей до 29 млрд. рублей .  29 июня 2018 года на годовом собрании акционеров Павел Ливинский объявил о выплате промежуточных дивидендов за первый квартал 2018 года в размере 2,5 млрд. рублей, пообещав, что «в дальнейшем усилия менеджмента также будут направлены на выплату дивидендов». 29 августа 2018 года «Россети» объявили о намерении выплатить по итогам 2018 года около 5 млрд. рублей.

### Реформа тарифов
Павел Ливинский предложил найти средства на модернизацию инфраструктуры в утверждении долгосрочных тарифных соглашений на поставку электроэнергии — от 5 до 10 лет вперед. По мнению Ливинского, такие соглашения дадут энергетикам дополнительную мотивацию экономить и работать эффективнее, строить долгосрочные планы.  Также рассматривается возможность включить дивиденды в тарифы, не жертвуя инвестиционной программой и кредитами. Инициатива была поддержана заместителем Минэнерго РФ Вячеславом Кравченко. В августе 2018 года Минэнерго предложило ввести ответственность за исполнение инвестиционной программы при внедрении долгосрочных тарифов. Идею поддержал глава ФАС Игорь Артемьев, выразивший готовность установить для «Россетей» 10-летний тариф, но без включения в него дивидендной надбавки.

### Объединение сетей
Ливинский продвигает идею реинтеграции разделенных в результате реформы 2000-х годов операторов российской энергосистемы в единую компанию.
В частности, он предлагает вернуть в структуру «Россетей» акционерное общество «Системный оператор», ранее выведенное из состава РАО «ЕЭС России» и выполняющее функции диспетчера единой энергосистемы России. О своем предложении он написал в письме председателю правительства РФ Дмитрию Медведеву.
Идея о поглощении компании, по данным источников «Коммерсанта», возникла на фоне поручения президента РФ провести разбирательства о причинах аварий на электросетях, произошедших летом 2017 года. Проверка выявила проблемы в совместном управлении сетями. Включение диспетчера в состав холдинга, с точки зрения Ливинского, позволит создать «единый центр надежности и предоставления системных услуг» и уменьшить количество аварий, решив проблему рассогласованности действий внутри энергетической системы страны.
В «Системном операторе» инициативу критикуют, отмечая, что интеграция диспетчера в структуру участника рынка противоречит требованию прозрачности. Алексей Жихарев из Vygon Consulting считает, что было бы разумно передать «Россетям» только регулирующие функции «Системного оператора». В случае реализации инициатива потребует изменения законодательства - сейчас диспетчер энергосистемы должен на 100% принадлежать государству, в то время как около 12% акций «Россетей» обращаются на фондовом рынке.
Аналогичным образом Ливинский хочет поступить и с дочерней компанией «Россетей», ФСК ЕЭС, управляющей магистральными электросетями, но сейчас подчиняющейся напрямую Правительству РФ (кроме вопросов бизнес-планирования, финансово-хозяйственной деятельности и инвестпрограммы – эти полномочия уже переданы «Россетям). В ответ председатель правления ФСК ЕЭС Андрей Муров обратился к премьер-министру Дмитрию Медведеву с просьбой сохранить управленческую независимость компании.

## Семья
Отец – Анатолий Павлович Ливинский (род. 22 октября 1948). Анатолий Ливинский – энергетик, государственный и научный деятель. Заслуженный работник жилищно-коммунального хозяйства РФ. Родился в селе Сыростан Челябинской области. В 1973 году окончил Челябинский политехнический институт по специальности инженер-механик. В 1973-1976 годах преподавал инженерные дисциплины в Нижнетагильском машиностроительном техникуме. В 1976-1988 годах работал в администрации г. Челябинска. С 1984 по 1988 года являлся депутатом Челябинского городского совета народных депутатов. В 1988-1997 годах — руководитель Комитета промышленности, энергетики, транспорта, связи и жилищно-коммунального хозяйства в администрации Челябинской области. В 1997 году после приглашения на работу в Министерство энергетики РФ вместе с семьей перебирается в Москву. В министерстве он занимает сначала должность руководителя Управления энергосбережения и малой энергетики, а с 1999 г. должность заместителя начальника Департамента государственного энергетического надзора и энергосбережения. Награжден орденом «Знак Почета».
Мать – Нелли Семеновна Ливинская (род. 3 июня 1950). Работала в облисполкоме Челябинской области. С 2013 года зарегистрирована как индивидуальный предприниматель.
Сестра – Ольга Анатольевна Ливинская (род. 20 ноября 1978).
Павел Ливинский – отец пятерых детей (три сына и две дочери).

## Увлечения
Павел Ливинский увлекается бегом, театром и футболом. Болеет за футбольный клуб ЦСКА.

## Собственность и доходы
Доход Ливинского в 2013 году составил 7,5 млн. руб. В 2014 году его доход уменьшился до 5,7 млн. руб.
В 2017 году Павел Ливинский стал самым богатым чиновником в мэрии Москвы с доходом 208 млн. руб. за предыдущий год.
Согласно поданной им декларации о доходах, владеет 33 квартирами.

## Общественная деятельность
В 2014 году вошел в попечительский совет национального исследовательского университета МЭИ.
С 2015 года – президент Спортивной федерации пожарных и спасателей г. Москвы.
С 2017 года – член попечительского совета фонда Храма Христа Спасителя.
С 2018 года состоит в правлении Российского союза промышленников и предпринимателей.

## Награды
Памятная медаль МЧС России «Маршал Василий Чуйков» (2014 год).
Памятная медаль МЧС России «За содружество во имя спасения» (2015 год).
Медаль Минобороны РФ «За достижения в области развития инновационных технологий» (2015 год).
Благодарность Мэра Москвы –  за плодотворную работу в системе городского хозяйства (2015 год).
Благодарность Мэра Москвы –  за обеспечение эффективной работы системы городского хозяйства города Москвы (2016 год).
Почетная грамота Правительства Москвы – за большой вклад в подготовку и проведение в городе Москве чемпионата мира по хоккею (2016 год).
Медаль ордена «За заслуги перед Отечеством» II степени (2017 год) –  за большой вклад в реализацию проекта реконструкции и развития Московского центрального кольца.
Знак отличия «За заслуги перед Москвой» (2017 год).
Памятная медаль «XIX Всемирный фестиваль молодежи и студентов 2017 года в Сочи» (2018 год).
Медаль «За вклад в социально-экономическое развитие Республики Дагестан» (2018 год) – за большой вклад в развитие электросетевого комплекса Дагестана.
Благодарственное письмо Полномочного представителя Президента Российской Федерации в Северо-Кавказском федеральном округе (2018 год) – за активное участие в подготовке и проведении учений энергетиков в Дагестане.
Благодарственное письмо Военного комиссариата города Москвы (2018 год).
Благодарность Федеральной службы по экологическому, технологическому и атомному надзору Российской Федерации (2018 год).
Благодарность Президента Российской Федерации (2018 год).
Медаль «За укрепление таможенного содружества» (2019 год).
Медаль «За заслуги перед Чеченской Республикой» (2019 год) – за вклад в развитие электросетевого комплекса Чеченской Республики.
Орден Почета (2019 год);
Благодарность Правительства Российской Федерации (2019 год) – за заслуги в реализации программ по развитию электроэнергетики Приморского края.